# Sojuz MS-20
Sojuz MS-20 è stato un volo astronautico verso la Stazione Spaziale Internazionale (ISS) e parte del programma Sojuz, ed è stato il 148° volo con equipaggio della navetta Sojuz dal primo volo avvenuto nel 1967. L'equipaggio formato dal cosmonauta Aleksandr Misurkin e da due partecipanti al volo giapponesi Yūsaku Maezawa e Yozo Hirano, ha trascorso 11 giorni sulla Stazione Spaziale Internazionale durante l'Expedition 66. Il lancio è avvenuto l'8 dicembre 2021 dal Cosmodromo di Bajkonur. e il rientro a Terra il 20 dicembre 2021.

## Equipaggi

### Equipaggio principale
L'equipaggio principale era composto dal cosmonauta veterano di due missioni spaziali Aleksandr Misurkin e dai turisti spaziali giapponesi Yūsaku Maezawa e Yozo Hirano. Maezawa è un imprenditore di moda con la passione per lo spazio; nel 2018 ideò il progetto #dearMoon con l'obiettivo di sorvolare la Luna con un gruppo di artisti internazionali a bordo della Starship di SpaceX. Yozo Hirano è pagato da Maezawa per assisterlo durante il volo e documentare le sue attività.
| Ruolo                  | Equipaggio                                | Equipaggio                                |
| ---------------------- | ----------------------------------------- | ----------------------------------------- |
| Comandante             | Aleksandr Misurkin, Roscosmos Quarto volo | Aleksandr Misurkin, Roscosmos Quarto volo |
| Partecipante al volo 1 | Yūsaku Maezawa Primo volo                 | Yūsaku Maezawa Primo volo                 |
| Partecipante al volo 2 | Yozo Hirano Primo volo                    | Yozo Hirano Primo volo                    |

### Equipaggio di riserva
| Ruolo                | Equipaggio                    | Equipaggio                    |
| -------------------- | ----------------------------- | ----------------------------- |
| Comandante           | Aleksandr Skvorcov, Roscosmos | Aleksandr Skvorcov, Roscosmos |
| Partecipante al volo | Shun Ogiso                    | Shun Ogiso                    |